# Josef Tesař
Josef Tesař (11. března 1927 Velim – 29. června 2007 Praha) byl československý volejbalista. Tesař byl účastníkem MS v letech 1949, 1952 a 1956, ME v letech 1948, 1950, 1955 a 1958, člen Volejbalové síně slávy Českého volejbalového svazu a v roce 2019 uveden do Volleyball Hall of Fame (světové síně slávy).

## Život
Ve své rodné Velimi chodil do obecné a měšťanské školy, aby následně v Kolíně vystudoval obchodní akademii. V srpnu 1944 byl totálně nasazen do kolínské Báňské a hutní společnosti, kde již zůstal na pozici mzdového účetního. V roce 1949 narukoval na vojnu do Prahy, kde se od roku 1951 stal vojákem z povolání. Do důchodu odchází v revolučním roce 1989 s hodností plukovníka. Za manželku si vzal též ligovou volejbalistku Slávku Hauerovou, s kterou měli dceru Jitku.  
Josef Tesař se nevěnoval pouze volejbalu. Mimo sokolské gymnastické začátky, hrál také českou házenou, fotbal, lední hokej a basketbal. Sportovní štěstí zkoušel i v atletice. Nicméně od roku 1944 všechny tyto sporty převážil volejbal.

## Hráčské působení
Mistr republiky
- 2x v letech 1948 – 1949 se Sokolem Kolín
- 5x v letech 1950 – 1955 s ATK Praha a ÚDA Praha
- 3x v letech 1960 – 1961 a 1963 s Duklou Kolín